# Liste des inondations les plus dommageables en France dans les années 2000
Cette liste des inondations les plus dommageables en France dans les années 2000 recense l'ensemble des inondations classées de niveau 3 (accident très grave), 4 (catastrophe) ou 5 (catastrophe majeure), selon l'échelle de gravité des dommages définie par le ministère de l'Écologie et du Développement durable, qui se sont produites sur le territoire national dans les années 2000.
42 événements de ce type sont recensés sur cette période dans l'application Gaspar (Gestion Assistée des Procédures Administratives relatives aux Risques naturels et technologiques), le système d'information sur les risques naturels de la Direction générale de la prévention des risques (DGPR). Deux sont classés au niveau 4 (catastrophe) : les inondations du Gard en septembre 2002 et celles de décembre 2003 dues à un débordement du Rhône et de la Loire qui ont affecté un grand nombre de départements du sud-est et du centre. Un événement est classé au niveau 5 (catastrophe majeure), il s'agit de la tempête Klaus en janvier 2009, mais l'importance des dégâts n'est pas due qu'aux inondations mais aussi aux conséquences des vents violents qui ont accompagné la tempête.

## Classification des événements

### Typologie des inondations
La typologie des inondations d'origine climatique retenue en France depuis 1992 est présentée dans le tableau ci-dessous,. Les inondations d'origine climatique non pluviométrique peuvent être liées à la fonte des neiges ou aux marées de tempêtes, c'est pourquoi les submersions marines ont été prises en compte dans ce tableau.
Les inondations d'origine non climatique, liées par exemple à des phénomènes comme les tsunamis, les éruptions volcaniques sous-glaciaires, des ruptures de lacs glaciaires ou des ruptures de barrages, ne concernent pas la France, tout au moins pour la période considérée.
| Nature de l'inondation                      | Phénomène générateur                                                          | Caractéristiques | Conséquences |
| ------------------------------------------- | ----------------------------------------------------------------------------- | --- | --- |
| Inondation de plaine                        | Montée lente des eaux en région de plaine                                     | La rivière sort de son lit mineur lentement et peut inonder la plaine pendant une période relativement longue. La rivière occupe son lit moyen et éventuellement son lit majeur. | La montée lente permet généralement l’annonce des crues et l’évacuation des personnes menacées. Néanmoins, la sécurité des personnes est parfois compromise, le plus souvent par non-respect des consignes ou par méconnaissance du risque. |
| Inondation par remontée de nappe            | Montée lente des eaux en région de plaine                                     | Lorsque le sol est saturé d'eau, il arrive que la nappe affleure et qu'une inondation spontanée se produise. Ce phénomène concerne particulièrement les terrains bas ou mal drainés et peut perdurer. Des cartes des remontées de nappes par commune ont été établies par le Bureau de recherches géologiques et minières (BRGM). | Submersion de la voirie et des constructions de tout un quartier. |
| Inondation rapide ou crue torrentielle      | Formation rapide de crue torrentielle consécutive à des averses violentes     | Lorsque des précipitations intenses tombent sur tout un bassin versant, les eaux ruissellent et se concentrent rapidement dans le cours d'eau, d'où des crues brutales et violentes dans les torrents et les rivières torrentielles. Le lit du cours d'eau est en général rapidement colmaté par le dépôt de sédiments et des bois morts peuvent former des barrages, appelés embâcles. Lorsqu'ils viennent à céder, ils libèrent une énorme vague, qui peut être mortelle.                           | Ces crues sont souvent dévastatrices et meurtrières. |
| Inondation par ruissellement pluvial urbain | Crues rapides des bassins périurbains à la suite d'importantes précipitations | L'imperméabilisation du sol (bâtiments, voiries, parkings, etc.) limite l'infiltration des pluies et accentue le ruissellement, ce qui occasionne souvent la saturation et le refoulement du réseau d'assainissement des eaux pluviales. Il en résulte des écoulements plus ou moins importants et souvent rapides dans les rues. | Submersion de la voirie et des constructions de tout un quartier par l'eau de ruissellement. |
| Submersion marine                           | Élévation du niveau de la mer                                                 | Les tempêtes provoquent des trains de houle qui, s’ils sont dirigés face aux côtes, peuvent déferler et envahir le littoral. Ces fortes vagues touchant la côte sont accentuées à marée haute particulièrement quand le coefficient de marée est plus haut que la moyenne, c’est-à-dire quand il y a surcote. Les surcotes et décotes sont les différences entre la marée prédite et la hauteur d’eau observée. Plus la dépression accompagnant la tempête est creuse plus la surcote sera accentuée. | Submersion de l'espace littoral (voirie, constructions, équipements) par l'eau de mer. Ces crues peuvent être dévastatrices si elles occasionnent la rupture de digues protégeant des habitations ou groupes d'habitation.                  |

### Échelle de gravité des événements
Une échelle de gravité des dommages générés par des aléas naturels ou technologiques a été produite par le ministère de l'Écologie et du Développement durable. Ce tableau permet de classer les événements naturels en six classes, depuis l'incident jusqu'à la catastrophe majeure. Cette classification est propre à la France. D'autres classifications ont été établies par des organismes de veille internationale sur les catastrophes naturelles.
| Classe | Classe              | Dommages humains       | Dommages matériels       |
| ------ | ------------------- | ---------------------- | ------------------------ |
| 0      | Incident            | Aucun blessé           | Moins de 0,3 M€          |
| 1      | Accident            | 1 ou plusieurs blessés | Entre 0,3 M€ et 3 M€     |
| 2      | Accident grave      | 1 à 9 morts            | Entre 3 M€ et 30 M€      |
| 3      | Accident très grave | 10 à 99 morts          | Entre 30 M€ et 300 M€    |
| 4      | Catastrophe         | 100 à 999 morts        | Entre 300 M€ et 3 000 M€ |
| 5      | Catastrophe majeure | 1 000 morts ou plus    | 3 000 M€ ou plus         |

## Liste des événements
42 événements de catégorie 3, 4 ou 5 sont recensés dans l'application Gaspar (Gestion Assistée des Procédures Administratives relatives aux Risques naturels et technologiques), le système d'information sur les risques naturels de la Direction Générale de la Prévention des Risques (DGPR).
| Année | Date                               | Nature de l'événement                                                                   | Classe | Régions                 | Départements principalement touchés | Descriptif et commentaires | Victimes | Nbre communes sinistrées | Dommages (coût estimé en M€) | Dommages (coût estimé en M€) |
| Année | Date                               | Nature de l'événement                                                                   | Classe | Régions                 | Départements principalement touchés | Descriptif et commentaires | Victimes | Nbre communes sinistrées | totaux                       | assurés                      |
| ----- | ---------------------------------- | --------------------------------------------------------------------------------------- | ------ | ----------------------- | --- | --- | -------- | ------------------------ | ---------------------------- | ---------------------------- |
| 2000  | 6 au 11 mai                        | Inondations                                                                             | 3      | NO                      | Seine-Maritime | Épisode pluvio-orageux, de fortes précipitations générant des débordements de cours d'eau dans la vallée de l’Austreberthe. Le débit de la « vague » ayant parcouru la vallée aval de l’Austreberthe a été estimé à 40 m3/s, soit un débit bien supérieur à celui de la crue centennale (26,4 m3/s),. | 2        | 8                        |                              | 28                           |
| 2000  | 19 septembre                       | Inondations                                                                             | 3      | PACA                    | Bouches-du-Rhône, Vaucluse | Perturbation pluvio-orageuse, des précipitations intenses : 200 mm en quatre heures à Marseille (jusqu'à 212 mm à Néréïdes et 211 mm à Vauban) accompagnées ponctuellement de grêle, 150 mm à Gardanne, 110 mm à Aix, orages accompagnés de vents tourbillonnants, des rafales pouvant atteindre 180 km/h. La ville de Marseille subit deux « inondations éclairs » par le fort ruissellement des vallons, se mélangeant aux débordements de l’Huveaune et du Jarret. On observe plus d’1 m d’eau dans certains quartiers et des boulevards se transforment en torrent. Trois morts sont à déplorer. | 3        | 14                       |                              | 55                           |
| 2000  | 5 au 7 novembre                    | Inondations par ruissellement urbain, crue torrentielles, coulées de boue               | 3      | PACA                    | Alpes-Maritimes, Var | Précipitations intenses provoquant des débordements de cours d'eau, des inondations par ruissellement et des coulées de boue, 156 mm à Caussols en 12 h, 147 mm à Carros, 107 à Cannes, durées de retour > 20 ans,. |          | 80                       |                              | 34                           |
| 2000  | 11 au 15 décembre                  | Inondations                                                                             | 3      | BR                      | Côtes-d'Armor, Finistère, Ille-et-Vilaine | Précipitations intenses sur un sol saturé provoquant des inondations. Les pluies s’abattent le 11 et le 12 décembre sur l’ouest de la Bretagne avec des cumuls sur 30 heures compris entre 80 et 110 mm. Les crues les plus fortes sont observées sur les bassins de l’Odet et la Laïta (T ≈ 100 ans), puis sur l’Aulne, le Jarlot, la Scorff et le Blavet (20 < T < 50 ans), et de façon plus modérée sur le bassin de la Vilaine,. |          | 171                      |                              | 90                           |
| 2001  | 5 au 8 janvier                     | Inondation de plaine                                                                    | 3      | BR, NO                  | Finistère, Ille-et-Vilaine, Morbihan | Très nombreux débordements parfois historiques. Les cours d’eau du Finistère connaissent deux pointes de crues de forte intensité le 1er et le 5 janvier 2001. En Morbihan, les périodes de retour dépassent les 20 ans et atteignent régulièrement les 50 ans, voire 100 ans sur l’Arz à Molac. Même chronologie, avec des amplitudes un peu moindre dans les Côtes-d’Armor (10 < T < 20 ans), sauf sur l’Arguenon (T ≈ 50 ans). En Ille-et-Vilaine, les débits sont plus élevés que ceux enregistrés les mois précédents (en aval de Rennes, T ≈ 20 ans et parfois 50 ans). À Redon, la combinaison des crues de l’Oust et de la Vilaine s’est traduite par de nombreux dommages aux habitations et aux entreprises implantées dans la zone d’activités. Un TGV déraille près de Laval,. |          | 389                      |                              | 40                           |
| 2001  | 13 au 30 mars                      | Inondations généralisées                                                                | 3      | ARA, BFC, CVDL, IdF, NO | Côte-d'Or, Nièvre, Saône-et-Loire, Yonne | Très nombreux débordements, éboulements constatés, éboulements partiels de la tour Montbazon (Indre-et-Loire) le 21/03, 32 départements concernés sur les bassins Seine-Normandie, RMC et Loire-Bretagne, plus de 600 communes reconnues en état de catastrophe naturelle (inondation par crue et ruissellement), victimes principalement par imprudence, 4 morts ou disparus : Courteilles (Eure) le 22/03, Anse (Rhône) le 28/03, Limay (Yvelines) le 28/03, Gervans (Drôme) le 22/03,. | 4        | 634                      |                              |                              |
| 2001  | 4 avril au 30 juin                 | Inondations par remontée de nappe phréatique                                            | 3      | HdF, NO                 | Somme | Précipitations importantes provoquant des inondations de plaine dans la vallée de la Somme et des remontées de nappes. De nombreuses zones urbanisées sont durement affectées. À Abbeville, on mesure, en certains endroits, plus de deux mètres d’eau. La gare est hors d’usage. La crue atteint son paroxysme mi-avril, avant de décroître très lentement ensuite. Le véritable retour à la normale ne sera effectif qu’au début de l’été. Une grande partie de la Haute-Normandie est également touchée, avec une centaine de communes concernées dans l’Eure et une trentaine en Seine-Maritime. Finalement sur le département de la Somme, plus de 3 400 maisons sont inondées, dont 739 évacuées et 32 vouées à la destruction. Plus de 1 100 personnes sont relogées (pour plusieurs semaines à plusieurs mois). Deux cents entreprises et 450 exploitations agricoles sont sinistrées,. |          | 600                      |                              | 110                          |
| 2001  | 6 au 7 octobre                     | Inondations                                                                             | 2/3    | OC                      | Gard | Plus de 300 mm en 24 h entre Alès et Sommières, 2 morts (1 pompier et 1 automobiliste). Débordement du Vidourle et du Gardon, RN 106 et 110 coupées, trafic ferroviaire interrompu entre Nîmes et Alès, Sommières fortement touchée. | 2        |                          |                              |                              |
| 2001  | 9 octobre                          | Inondation de plaine                                                                    | 2/3    | OC                      | Hérault | La station automatique de Montpellier-Ensam relèvera 103 mm. Secteur affecté : de Saint-Martin-de-Londres à Montpellier, 50 000 habitations touchées, A9 fermée, 2 sauvetages. |          |                          |                              |                              |
| 2001  | 28 décembre 2001 au 4 janvier 2002 | Inondation de plaine                                                                    | 2/3    | BFC, GE                 | Vosges | Débordements généralisés (Meurthe, Moselle, Meuse, Madon, Erlenbach, Thur, …) ; Inondations liées à une assez forte pluviométrie et une fonte du manteau neigeux ; Précipitations de 58.4 mm à Belfahy (Haute-Saône) ; 52 mm à Nancy (Meurthe-et-Moselle) ; Nombreux axes routiers principaux ou secondaires coupés et déviés ; Trafic ferroviaire perturbé ; Rupture de digues en Alsace, et dans le Territoire de Belfort entre Chaux et Rougegoutte <bassin de rétention> (communes d’Éloie et de Valdoie fortement inondées)-(continuation début janvier 2002 pour 55 et 08). 300 communes concernées, 1 mort Bussang (Vosges) – coulée de boue. | 1        | 300                      |                              |                              |
| 2002  | 6 au 7 juin                        | Inondation                                                                              | 3      | ARA                     | Drôme, Isère, Savoie | Une cellule orageuse de taille réduite mais de forte intensité stagne pendant plusieurs heures au pied des Préalpes, notamment sur la Valdaine (Isère). 200 mm sont relevés à Saint-Geoire-en-Valdaine (Isère), 93 mm à Saint-Laurent-du-Pont. Inondation de la Valdaine, 1 mort (Saint-Geoire-en-Valdaine) et plusieurs blessés. | 1        | 66                       |                              |                              |
| 2002  | 8 au 12 septembre                  | Inondation de plaine                                                                    | 4      | ARA, OC, PACA           | Gard | Crues du Rhône, du Vidourle, du Gardon, de la Cèze et autres affluents. En une seule journée orageuse, il a plu jusqu'à 670 mm sur les Cévennes, davantage qu'en une année entière sur Paris. Coût économique pour les régions sinistrées : près de 330 M € pour le commerce, l'artisanat, les services et 219,3 M€ pour l'agriculture, dont 60% concernent la vigne seule. Pour les 295 communes du Gard en état de catastrophe naturelle, la note est lourde : 25 M € pour la route, le double pour la voirie, 17 M€ pour l'assainissement ou 12 pour l'eau potable. déclenchement du "plan Marshall" de 400 M€, sans compter les aides européennes et locales ainsi que les dons venus de toute la France. Environ 800 entreprises du Gard ont été touchées à la suite des inondations qui ont causé au moins 120 M€ de dégâts dont 670 M€ de dommages assurés (600 M€, coût marché historique CCR). Plus de 400 communes reconnues en état de catastrophe naturelle. Une centaine de sociétés dans le secteur du tourisme, une quinzaine de l'industrie et près de 700 du commerce et des services ont été affectées, selon un bilan de la CCI réalisé après une semaine de présence sur le terrain. 21 M€ accordés par l'UE. | 24       | 420                      | 1200                         | 670                          |
| 2002  | 14 au 19 novembre                  | Inondation de plaine                                                                    | 3      | ARA, BFC, PACA          | Drôme | 14, 15 et 16, où on recueille plus de 200 mm sur la Drôme, les Hautes-Alpes et plus de 400 mm sur les Alpes-Maritimes (valeur maximale : 470 mm à Saint-Sauveur-sur-Tinée, dont 200 pour la journée du 14). Débordement du Rhône et affluents (la Véore, la Drôme, le Bez, le Roubion, l'Herbasse, la Déôme, la Cance, le Doux…), 1 personne disparue dans le fleuve du Var, 250 personnes évacuées dans la Drôme. | 1        | 100                      |                              |                              |
| 2002  | 23 au 29 novembre                  | Inondation de plaine                                                                    | 3      | ARA, OC, PACA           | Vaucluse | Crues du Rhône, du Vidourle. Le 26, le Rhône, qui avait déjà connu un débit exceptionnel en septembre, enregistre à nouveau un débit ≥ 10 000 m3/s à Beaucaire (Source CNR). À noter que son débit dépassait déjà les 9 000 m3/s depuis le 17. Une brèche s’est produite le 26 au niveau de Saint-Gilles sur le côté gardois du Petit-Rhône, face au hameau d’Albaron (commune d'Arles). Seules des zones agricoles ont été inondées. Un automobiliste est mort emporté par sa voiture par la crue du Vidourle près de Sardan (Gard). | 1        | 99                       |                              |                              |
| 2002  | 10 au 12 décembre                  | Inondation de plaine, par crue torrentielle, ruissellement urbain                       | 3      | OC                      | Gard, Hérault | Inondation de plaine, par crue torrentielle, ruissellement, recul du trait de côte, affaissement de terrain. Précipitations de 100 mm en 4 j sur le Minervois héraultais en Ardèche et de 200 mm au Nord de l'Hérault et à l'ouest du Gard et plus de 300 mm dans la région comprise entre la basse vallée de l'Hérault et le pic Saint-Loup. Débordement de plusieurs cours d'eau (le Rhône, la Véore, la Drôme, le Bez, le Roubion, le Jabron, l'Herbasse…) et étangs de Pérol et de l'Or - 2 morts (à Aimargues dans le Gard et Fabrègues dans l'Hérault), 220 personnes évacuées- environ 60 commerces touchés par l'inondation à Sommières, consolidation de la digue de Mosson estimée à 700 000 €. | 2        | 65                       |                              |                              |
| 2003  | 1 au 5 janvier                     | Inondation de plaine, par crue torrentielle, ruissellement urbain et coulée de boue     | 3      | HdF                     | Aisne | Les précipitations assez exceptionnelles au Nord du département, en amont de la Serre et de l'Oise. Débordements de l'Oise, du Thon, de la Serre, du Vilpion, du Gland et autres cours d'eau. Crue décennale sur l'Oise. |          | 64                       |                              |                              |
| 2003  | 3 et 4 février                     | Inondation de plaine et ruissellement                                                   | 3      | OC                      | Tarn | Inondations provoquées par de fortes pluies et débordement de nombreux cours d'eau : l'Adour, la Garonne, le Lot, le Gers et la Baïse dans le Lot-et-Garonne, l'Aveyron dans le Tarn-et-Garonne, le Goutas en Haute-Garonne, la Vézère et l'Auvézère en Dordogne - de nombreuses évacuations opérées, des dizaines de routes secondaires coupées. 1 mort en Gironde près de Paillet (débordement de l'Artolie). Dans les Landes, une dizaine de maisons restaient isolées mardi 04/02 après la rupture d'une digue d'un affluent de l'Adour à Saint-Sever, près de Mont-de-Marsan. | 1        | 67                       |                              |                              |
| 2003  | 4 juin                             | Inondation par crue torrentielle, ruissellement, coulée de boue                         | 3      | NA                      | S-E de la Dordogne, Lot-et-Garonne, N-O du Gers | Violents orages accompagnés de fortes précipitations et parfois de grêle sur un court laps de temps. Des précipitations centennales sur plusieurs communes du Lot-et-Garonne. 83 communes reconnues en état de catastrophe naturelle dont 59 dans le Lot-et-Garonne. |          | 83                       |                              |                              |
| 2003  | 22 septembre                       | Inondation par ruissellement, crue torrentielle, de plaine et coulée de boue            | 3      | OC, PACA                | Bouches-du-Rhône, Gard, Hérault | Fortes précipitations orageuses, une pluviométrie comprise en 200 et 300 mm en 12 h dans le Gard et dans l’Hérault avec des durées de retour centennales localement, notamment entre Montpellier et Lunel. Les fortes intensités et cumul ont provoqué des ruissellements locaux importants. Mini-tornade à Fos-sur-Mer (Bouches-du-Rhône). |          | 71                       |                              |                              |
| 2003  | 1 au 10 décembre                   | Inondation de plaine, par ruissellement, crue torrentielle                              | 4      | ARA, OC, PACA           | Allier, Alpes-de-Haute-Provence, Ardèche, Aude, Aveyron, Bouches-du-Rhône, Cantal, Cher, Drôme, Gard, Haute-Loire, Hautes-Alpes, Hérault, Isère, Loire, Loiret, Lot, Lozère, Nièvre, Puy-de-Dôme, Rhône, Saône-et-Loire, Tarn, Tarn-et-Garonne, Vaucluse | Débordement de nombreux cours d'eau dont le Rhône, la Loire, le Tarn, le Lot, l'Aveyron,… La crue de la Loire à Gien (Loiret) proche de celle de 1907, comparable aux crues de 1923 et 1926 à Orléans malgré le barrage de Villerest. Les digues du Rhône ont cédé en trois endroits inondant la petite Camargue gardoise et le nord d'Arles (7000 personnes évacuées à Arles, 150 mobile-home mis à disposition). 29 départements touchés, 7 morts, plus de 2000 entreprises sinistrées dans les Bouches-du-Rhône. 1,5 milliard € de dommages, 768 M€ de dommages assurés (710 M€, coût historique CCR),. | 7        | 1533                     | 1500                         | 768                          |
| 2005  | 3 au 6 juillet                     | Inondation de plaine, par crue torrentielle, ruissellement                              | 2/3    | HdF                     | Nord, Pas-de-Calais | À l'approche d'un front froid au N-O de la France, création de 2 lignes orageuses successives particulièrement actives sur la région du Nord-Pas-de-Calais et du Nord. Des précipitations supérieures à 50 mm en 12 h, des durées de retour centennales pour la majorité des communes (valeur centenale 60,9 mm à Abbeville et 56,5 à Lille). Crue de la Ternoise (29 m3/s), Dr> 50 ans (21 m3/s), crue de la Laquette (Dr> 20 ans), crue de la Clarence proche de la décennale. Dans le Nord, sur le bassin versant de la Lys, des crues de 10 à 25 ans le 04/07. Dommages assurés : 25 M€. |          | 165                      |                              | 25                           |
| 2005  | 21 au 24 août                      | Inondations de plaine, par crue torrentielle, coulée de boue                            | 2/3    | ARA                     | Haute-Savoie, Isère | Épisode pluvieux avec des précipitations intenses sur les massifs de Belledonne, de la Chartreuse et du Vercors. 163 mm relevés en 48 h à la station de Chamrousse (Dr 50 ans) et 287 mm en 48 h à La Pra (Dr 100 ans). Crue du Guiers Mort à Saint-Laurent-du-Pont le 22 août (Dr 10-15 ans), crue cinquantennale du Vorz, dans le massif de Belledonne, les crues sont estimées décennales. Lave torrentielle aux Contamines-Montjoie, la crue du torrent d’Armancette provoquant une coulée de boue qui traverse le village de 1 100 habitants. Dommages assurés estimés à 25 M€. |          | 21                       |                              | 25                           |
| 2005  | 5 au 9 septembre                   | Inondation par ruissellement urbain, crue torrentielle                                  | 3      | CO, OC, PACA            | Alpes-Maritimes, Aude, Bouches-du-Rhône, Corse-du-Sud, Gard, Haute-Corse, Hérault, Var | Des pluies orageuses ont débuté sur les Cévennes dans la nuit du 5 au 6/09 pour s'achever dans la nuit du 6 au 7/09, 324 mm enregistrés à Bernis dont 210 mm en 3 h le 06/09. Nouvel épisode pluvio-orageux le 08/09 sur la Camargue, se généralisant à l'ensemble du département du Gard. En soirée, un système orageux quasi stationnaire s'organise SE/NO puis depuis la Méditerranée vers le SO du Gard, se décalant lentement vers la région Nîmoise. Des précipitations de l'ordre de 50 mm/h viennent s'ajouter aux pluies précédentes, crue quarantennale du Vistre à Bernis et au Cailar. Dans l'Hérault, les précipitations du 6/09 ont un caractère exceptionnel dans le Montpelliérain avec des durées de retour de 50 ans voire supérieures à 100 ans (300 à 350 mm à Montarnaud, Vailhauquès en 24 h), crue du Lez (Dr 40-50 ans). Dans l'Aude et les Alpes-Maritimes, des pluies supérieures à la décennale sur des épisodes de 2 à 3 h le 06/09, idem pour l'Hérault le 10/09. Dommages assurés estimés à 73 M€ (CCR). 2 victimes : 1 pêcheur dans le Gard à La Garde et 1 victime dans l'Hérault près de Lodève.                                                                                                 | 2        | 241                      |                              | 73                           |
| 2005  | 13 au 15 novembre                  | Inondations de plaine, par crue torrentielle, ruissellement urbain                      | 2/3    | OC                      | Aude | 2 épisodes orageux : du 13 au 14/11 sont particulièrement concernés le Narbonnais et le Minervois dont Lézignan en Corbières avec des cumuls supérieurs à 100 mm en 24 h, du 14 au 15/11 sont concernés les Corbières (bassin de l'Orbieu, de la Berre et du Verdouble) avec des cumuls en 24 h qui dépassent 100 mm, voire 150 mm, localement, crue trentennale de l'Orbieu à Luc-sur-Orbieu, crue décennale sur les basses plaines de l'Aude, crue cinquentennale de la Berre. Dommages assurés estimés à 20 M€. |          | 79                       |                              | 15                           |
| 2006  | 14 septembre                       | Inondation par crue torrentielle, ruissellement, coulée de boue                         | 3      | CO, PACA                | Corse-du-Sud, Haute-Corse | Épisode pluvio-orageux, les pluies intenses touchent plus particulièrement la façade Est et le cap Corse avec des cumuls de 200 à 300 mm sur le secteur du Fium'Orbu à la Tavagna, supérieurs à 300 mm sur la région de Solaro. Pluies centennales en 24 h sur la région de Solaro, crues de la Bravonne et du Fium Alto. |          | 78                       |                              |                              |
| 2006  | 2 au 6 octobre                     | Inondation de plaine, par ruissellement, coulée de boue                                 | 3      | GE                      | Meurthe-et-Moselle, Moselle, Vosges | Les départements de Meurthe-et-Moselle, de la Moselle et des Vosges sont concernés par des précipitations localement importantes qui tombent sur des sols parfois déjà saturés en eau, plus de 150 mm en 36 h en montagne et 100 mm en plaine. Crues supradécennales sur les bassins de la Meurthe et la Moselle : crue de la Moselle à Tonnoy et à Custines Dr>50 ans, crue du Madon à Mirecourt Dr>20 ans, crue de la Meurthe à Saint-Dié, Baccarat, Lunéville Dr>30 ans, Dr>50 ans à Damelevières et Malzéville, crue du Vezouve à Lunéville Dr 40 ans, crue de la Mortagen à Gerbéviller Dr>50 ans. Dommages assurés estimés à 59 M€ (coût marché historique CCR). |          | 343                      |                              | 59                           |
| 2007  | 25 au 26 mai                       | Inondation de plaine, par crue torrentielle, ruissellement urbain, coulée de boue       | 2/3    | NA, OC                  | Lot-et-Garonne, Tarn-et-Garonne | Épisode pluvio-orageux ayant affecté le NE du Tarn-et-Garonne et un large secteur Est du Lot-et-Garonne. Cumuls de précipitations importants pouvant atteindre 145 à 150 mm en 48 h, Dr centennale. Crue de la Séoune avec une hauteur maximale de 4,13 m enregistrée à 19 h 45 le 26/05. Une femme âgée de 70 ans est morte noyée chez elle le 25 dans les Pyrénées-Atlantiques et une automobiliste de 73 ans a été écrasée par un arbre le 28 dans le Gers. |          | 72                       |                              |                              |
| 2008  | 9 au 10 mars                       | Tempête, inondations et submersion marine                                               | 3      | BR, NO, PDL             | Côtes-d'Armor, Finistère, Ille-et-Vilaine, Loire-Atlantique, Manche, Morbihan, Vendée | Conjonction de phénomènes en période de grande marée (coeff. de l'ordre de 105) : profonde dépression 955 HPA, violente tempête, des vents de 120 à 150 km/h en rafales sur le littoral breton, vents de sud puis sud-est soufflant pendant plus de 12 h provoquant des vagues énormes et puissantes de 15 m au large, hauteur moyenne de plus de 10 m mesurée par les bouées houlographes, déferlements sur le littoral, surcotes importantes dans les estuaires et baies (estimées entre 30 et 50 cm en pleine mer), pluies fortes les 9 et 10/03. |          | 118                      |                              |                              |
| 2008  | 25 mai                             | Inondations par crue torrentielle, ruissellement                                        | 2/3    | NA                      | Dordogne | Épisode pluvio-orageux, des précipitations abondantes sur une vaste zone s'étendant de l'ouest du Sarladais à l'est du Nontronnais sur des sols déjà saturés en eau. Cumuls sur 6 h de plus de 50 mm (Dr décennale) sur l'axe sud-nord Belbèze-en-Lomagne/Excideuil, plus de 70 mm (Dr cinquentennale) en zone centrale, voire 90 mm. Débordements de nombreux cours d'eau, crue cinquantenale du Cern et de l'Isle en amont de la Loue. |          | 80                       |                              |                              |
| 2008  | 26 mai                             | Inondation par crue torrentielle, ruissellement                                         | 2/3    | PACA                    | Alpes-de-Haute-Provence, Hautes-Alpes | 2 épisodes pluvio-orageux. Fortes précipitations les 25/26 + fontes des neiges ont provoqué une montée des eaux, les zones à l'ouest de la Durance sont les plus concernées, 8 communes reconnues en catastrophe naturelle dans les Alpes-de-Haute-Provence. 28/29 mai, de fortes précipitations sur l'est du Queyras (185,9 mm à Ristolas, Dr>10 ans). Plusieurs bassins versants affectés : le Briançonnais (crue de la Guisane au Casset débit le 26/05 38,8 m3/s Dr>10 ans ; Crues supradécennales de la Clarée et de la Romanche), vallée du Queyras et de l'Embrunais (crue décennale du Guil à Ristolas) ; Le Champsaur (bassin versant du Drac, crue cinquentennale du Drac et de la Séveraise) ; Le Gapençais et la Durance Aval (crue cinquentennale de la Durance en aval de la retenue de Serre-Ponçon). Dommages observés à l'aval de Serre-Ponçon aux parcelles agricoles, aux voiries et réseaux, aux infrastructures touristiques, destructions ou détérioration de digues, important dépôt d'embacles. Maisons inondées. |          | 41                       |                              |                              |
| 2008  | 29 au 31 mai                       | Inondation par ruissellement, crue torrentielle, coulée de boue                         | 2/3    | BFC, GE                 | Meurthe-et-Moselle, Meuse, Bas-Rhin, Haut-Rhin, Haute-Saône, Vosges, Territoire de Belfort | Le 29/05 des averses orageuses arrosent le nord de la Meurthe-et-Moselle et le département du Bas-Rhin, le 30/05 elles touchent les départements du Haut-Rhin, des Vosges, de la Haute-Saône, du Territoire de Belfort et du Sud de la Meuse. Foyers orageux intenses sur le massif des Vosges. Les précipitations relevées sur les postes climatologiques du Bas-Rhin sont de l'ordre de 40 à 45 mm en 2 h, de 35 mm à 50 mm en 1 h dans le Haut-Rhin, de 64,9 mm à Abainville (Meuse) en 3 h, de 35 à 60 mm en 3 h dans les Vosges et dans la Haute-Saône. Débordements de cours d'eau, crue vicennale de l'Aroffe. |          | 110                      |                              |                              |
| 2008  | 9 au 12 juin                       | Inondation par crue torrentielle, ruissellement                                         | 2/3    | NA                      | Pyrénées-Atlantiques | Épisode pluvio-orageux. Début des orages le 09/06 sur le relief du Béarn et de la Soule, généralisation à la plaine et au Piémont. Réactivation des orages le 10/06 sur le Piémont avec de fortes précipitations sur la zone Saint-Palais - Saint-Jean-Pied-de-Port. En fin d'après-midi, ils concernent la Soule et le Haut-Béarn et en plaine affectent essentiellement l'est du département et les coteaux du sud-ouest de Pau. Le 11/06, les orages persistent sur le sud-est du département et se décalent vers le Haut-Béarn avec de forts cumuls de pluie dans la vallée du Barétous et de la Soule. Des cumuls en 24 h de 90 mm au poste d'Arette le 11/06, de 97,4 mm à Oloron le 11/06, de 100 mm à Lasseube le 12/06. Événement important sur les secteurs d'Oloron, Nay et sur les hauts bassins de la Soule. (Larrau et Sainte-Engrâce). Débordements de nombreux cours d'eau (Gave d'Oloron aval, Saison aval, Bidouze, Gave de Pau…). |          | 90                       |                              |                              |
| 2008  | 12 août                            | Inondation par crue torrentielle, ruissellement, coulée de boue                         | 2/3    | ARA                     | Ardèche, Drôme | Fortes pluies orageuses, plusieurs cellules se succèdent sur l'axe Saint-Sauveur-de-Cruzières, Vallon-Pont-d'Arc, Le Teil puis le système s'évacue vers la Drôme avec de fortes pluies sur Perpignan. Des cumuls de précipitations de 50 à 80 mm voire plus de 100 mm en 3 h sur l'Ardèche, le nord de la Drôme et l'Isère. Durées de retour centennales à Alba-la-Romaine (130 mm), Valvignères (120 mm), Le Teil (155 mm), durée de retour cinquentennale au poste de Montélimar (146,8 mm en 2 h). Débordements de cours d'eau. |          | 40                       |                              |                              |
| 2008  | 3 au 6 septembre                   | Inondations par crue torrentielle, ruissellement et coulée de boue                      | 3      | ARA                     | Ardèche, Drôme, Isère, Rhône | Trois violents épisodes orageux, localement accompagnés de grêle. Les fortes pluies ont entraîné des débordements de cours d'eau sur les petits bassins versants, la saturation des réseaux d'évacuation, des ruissellements et coulées de boue. La durée de retour des précipitations sur 3 h est centennale le 03/09 sur les postes de Berzème (150 mm relevés), de Mirabel (133 mm), cinquentennale à Alba-la-Romaine (115 mm) le 03/09, à Gervans (132 mm) le 06/09. Débordement de nombreux cours d'eau : crues cinquentennales de la Grenette, de la Véore, de la Barberolle, de l'Embroye. Dans l'Isère, des cumuls de pluie de 104 mm en 24 h au poste de Luzinay, Dr trentennale, de 106 mm au poste de Courtenay, Dr vicennale. Crues supradécennales du Rival, de la Véga. Une cinquantaine de personnes évacuées dans la Drôme et l'Isère, 2 campings. Maisons, bâtiments publics, voiries inondés, dommages assurés de l'ordre de 57 à 71 M€. Majoration des dégâts à la suite de dysfonctionnements locaux (embâcles, aménagements inappropriés de cours d'eau : Chanos-Curson…). |          | 336                      |                              | 60                           |
| 2008  | 21 au 22 octobre                   | Inondation par crue torrentielle, ruissellement, coulée de boue                         | 2/3    | ARA                     | Ardèche, Gard | Épisodes pluvio-orageux, des précipitations intenses occasionnent des cumuls importants à la frontière gardoise (400 mm en 24 h) et de l'ordre de 250 mm sur un axe sud-ouest, nord-est, de la commune de Malbosc jusqu'au col de Mézilhac au-dessus d'Antraigues-sur-Volane, Dr centennale localement (cumuls de 396 mm en 24 h à Malbosc, 334 mm à Banne, 300 mm à Saint-André-Lachamp). Débordements de cours d'eau (crue supradécennale de la Gagnière à Banne). |          | 72                       |                              |                              |
| 2008  | 1 au 5 novembre                    | Inondation par crue torrentielle, ruissellement                                         | 3      | ARA, BFC, CO, NO, OC    | Ain, Allier, Ardèche, Corse-du-Sud, Gard, Haute-Corse, Haute-Loire, Hérault, Loire, Lozère, Nièvre, Puy-de-Dôme, Rhône, Saône-et-Loire | Pluies intenses sur le relief cévenol. Cumul de précipitations de 150 à 250 mm en 24 h, plus de 400 mm au triple point Ardèche-Gard-Lozère (428 mm à Villefort dans la Lozère) à près de 200 mm en bordure du massif du Mézenc avec des durées de retour des précipitations centennales sur certaines communes. En Haute-Loire, le tiers Est est le plus touché (100 à 130 mm ponctuellement 150). Fortes précipitations sur la partie centrale de la Loire et du Rhône (60 à 100 mm en 15 h). L'extrême sud du Puy-de-Dôme a reçu 50 à 70 mm (région d'Ambert), le Val de Saône et l'Ain 50 à 60 mm ainsi que le Mâconnais. Débordement de nombreux cours d'eau (l'Allier, la Dore, le Tarn, affluents de la Loire sur le territoire ligérien…). Crue du Tarn, Dr de 20 à 50 ans. Crue éclair sur le haut Allier (Ardèche et Haute-Loire), crues > 50 ans sur nombre de cours d'eau du département de la Loire ; Des centaines de personnes évacuées. En Haute-Corse, des pluies intenses et continues sur la cote orientale, du Fium'Orbo à Bastia débordant sur la basse vallée du Golo, la Castagniccia et le Bozziu (125 mm en 12 h à Bastia). Des dommages assurés de l'ordre de 90 à 130 M€ (cf. CCR).                     |          | 590                      |                              | 100                          |
| 2008  | 27 au 29 novembre                  | Inondation par crue torrentielle, ruissellement, coulée de boue, submersion marine      | 2/3    | CO                      | Corse-du-Sud | Profonde dépression en surface sur le sud-ouest de la Corse ; Des vents moyens de 50 à 70 km/h, localement 90 km/h sur le cap Corse avec de rafales généralisées de 100 km/h, voire 120 à 140 km/h, sur les caps, crêtes et cols exposés. Très forte houle, des vagues à la côte de 6 à 7 m de hauteur sur le littoral oriental et de 3 à 4 m sur le littoral occidental, surcote de 25 à 30 cm, marée de "vive-eaux" de 63 cm avec un marnage de 27 cm. Averses orageuses, les plus forts cumuls de précipitations sont relevés sur la Castagniccia et le Bozziu, la basse vallée du Golo, la vallée du Tavignano, le Haut Fium'Orbo. Crue centennale du fleuve Golo à Volpajola, du Benvico à Olmeta di Tuda, de l'Aliso à Sto Pietro di tenda, crue trentennale du Fim'alto à Taglio Isolaccio. |          | 93                       |                              |                              |
| 2008  | 11 au 15 décembre                  | Inondation, submersion marine                                                           | 2/3    | PACA                    | Alpes-Maritimes, Bouches-du-Rhône, Var, Vaucluse | Pluies fortes et continues parfois orageuses sur des sols déjà saturés provoquant des ruissellements et débordements de nombreux cours d'eau (crue vicennale de l'Huveaune à Roquevaire, du Touloubre à Cornillon, de l'Arc à Aix et Berre, décennale de la Luynes à Aix-Piolone, de l'Huveaune à Aubagne, de l'Arc à Meyreuil, crues supradécennales sur le bassin amont de l'Argens, sur les affluents le Cauron et la Bresque, crues supradécennales du Cavalon-Coulon, de l'Auzon le 14/12). Fort vent de sud-est atteignant 100 km/h sur le département des Bouches-du-Rhône, les vents ont généré des vagues très hautes (entre 2,2 et 4 m). 22 communes des Alpes-Maritimes et du Var reconnues en catastrophe naturelle au titre des submersions marines. 1 personne portée disparue dans les calanques de Cassis (Bouches-du-Rhône). | 1        | 125                      |                              | 50                           |
| 2009  | 24 au 27 janvier                   | Tempête, inondations, chocs mécaniques liés à l'action des vagues, mouvement de terrain | 5      | NA, OC                  | Aude, Gers, Gironde, Haute-Garonne, Hautes-Pyrénées, Landes, Lot-et-Garonne, Pyrénées-Atlantiques, Pyrénées-Orientales | La tempête Klaus atteint les côtes aquitaines dans la nuit du 23 au 24 janvier et traverse les régions du Languedoc-Roussillon et du Midi-Pyrénées. Elle est accompagnée de rafales de vent de plus de 170 km/h. Les dégâts sont cependant importants (5 G€) et ont affecté le secteur forestier à hauteur de 3 milliards d’euros, les dommages assurés s'élèvent à 1,3 G€, 11 morts, 9 départements reconnus en catastrophe naturelle. | 11       | 3936                     | 5000                         | 1300                         |
| 2009  | 11 au 12 février                   | Inondation par crue torrentielle, ruissellement                                         | 2/3    | NA                      | Pyrénées-Atlantiques | Les pluies débutent le 10/02 sur le relief et s'intensifient dans la nuit plus particulièrement sur les bassins amont de la Nive et de la Nivelle. Pluies fortes à modérées le 11/02 avec des averses orageuses. Très fortes précipitations de Puyoô à Mont, englobant la vallée du Gave de Pau. Des cumuls de précipitations sur 24 h de 124 mm à Urepel, 109 mm à Banca, Dr supradécennales. L'événement a concerné l'ensemble du territoire du bassin de l'Adour avec les débordements les plus importants observés dans le dept 64 (vallée d'Ossau, Nive des Aldudes, Nivelle) amplifiés par un écoulement rendu difficile du fait des forts coeff. de marée + surcote. Forte crue sur l'aval du Gave d'Oloron et dans une moindre mesure sur le Gave de Pau. Dr des crues supradécennales sur l'ensemble des cours d'eau. |          | 70                       |                              |                              |
| 2009  | 18 au 19 septembre                 | Inondation par crue torrentielle, ruissellement                                         | 2/3    | PACA                    | Alpes-Maritimes, Bouches-du-Rhône, Var | Deux épisodes pluvio-orageux très rapprochés et fortement pluvieux : du 15 au 16/09/2009 avec des cumuls sur 12 h de 97,4 mm au poste de Marignane. Deuxième épisode du 18 au 19/09, de fortes précipitations (104 mm en 24 h au poste de Marignane dans les Bouches-du-Rhône, 174 mm à Cogolin dans le Var, 121 mm à Mandelieu-la-Napoule, 131 mm à Cannes dans les Alpes-Maritimes) occasionnant des crues soudaines et de forts ruissellements en zone urbaine. La commune de Sainte-Maxime (Var) est la plus touchée (durée de retour cinquentennale des précipitations, crue du Préconil). Plusieurs centaines de voitures emportées, des habitations ainsi que de nombreux bâtiments industriels et commerciaux endommagés, une quarantaine de personnes relogées. Des dommages assurés estimés entre 48 et 67 M€ (cf. CCR). |          | 41                       |                              | 50                           |
| 2009  | 27 au 28 novembre                  | Inondation par ruissellement et crue                                                    | 2/3    | HdF                     | Pas-de-Calais | Successions de perturbations et d'averses localement orageuses du 22 au 29/11 avec 2 épisodes intenses du 22 au 23 et du 26 au 28/11. Des cumuls en 48 h supérieurs à 70 mm pour les communes reconnues en Cat-Nat. Ruissellement et débordement de nombreux cours d'eau (l'Hem, l'Aa, la Liane, la Lys, la rivière du Boulonnais, la Slack, le Wimereux et autres cours d'eau). |          | 50                       |                              |                              |